# ALL COVERS BEST
『ALL COVERS BEST』（オール・カヴァーズ・ベスト）は、コブクロのカバーアルバム。2010年8月25日にワーナーミュージック・ジャパンから40万枚限定で発売された。

## 解説
これまでメジャーデビュー前のストリートミュージシャン時代やライブコンサート・テレビ出演等の折に演奏されていたカバー曲のリリース要望があったが、この初のカバー・アルバムで発表されることとなる。
アルバムはCD2枚組となる。ジャケットデザインと特典内容の異なる限定盤A・Bが各20万枚の計40万枚限定の発売だが、この数はワーナー・ミュージック・ジャパンの創業40周年にちなんだものである。ジャケットデザインは2006年の『ALL SINGLES BEST』同様、足跡のデザインとなる。
iTunes StoreなどのPC配信サイトではDISC1の1曲目「奇跡の地球」のみが配信の対象外となっている。
収録曲の「いつまでも変わらぬ愛を」が7月スタートの毎日放送・TBS系ドラマ『土俵ガール!』の主題歌となっており、挿入歌には以下の収録曲がランダムで使用されている。
「Layla」はペプシネックスのCMソングとなっており、2人もCMに出演している。2010年3月17日には、この楽曲のみ配信限定シングルでリリースされた。
アルバムでは『NAMELESS WORLD』から5作連続の1位を獲得し、カバーアルバムでは歴代1位の初動売上を記録した。
特典
- 限定盤A - メンバー二人のミニフィギュアマスコット。
- 限定盤B - メンバー二人のイラスト入りギターピック2個。

## 収録曲
()内は原曲のアーティスト
| 全編曲: コブクロ。 |                                                              |                                     |       |
| #                  | タイトル                                                     | 作詞・作曲                          | 時間  |
| 1.                 | 「奇跡の地球」(桑田佳祐&Mr.Children)                         | 桑田佳祐                            | 4:57  |
| 2.                 | 「I LOVE YOU」(尾崎豊)                                       | 尾崎豊                              | 4:44  |
| 3.                 | 「いつまでも変わらぬ愛を」(織田哲郎)                         | 織田哲郎                            | 4:06  |
| 4.                 | 「SUPERSTITION」(STEVIE WONDER)                              | STEVIE WONDER                       | 4:17  |
| 5.                 | 「ALONE AGAIN (NATURALLY)」(Gilbert O'Sullivan)              | Gilbert O'Sullivan                  | 3:57  |
| 6.                 | 「遠い恋のリフレイン」(T-BOLAN)                              | 森友嵐士                            | 4:44  |
| 7.                 | 「もうひとつの土曜日」(浜田省吾)                             | 浜田省吾                            | 6:21  |
| 8.                 | 「The Thrill is gone」(B.B.KING)                             | Roy Hawkins/Rick Darnell            | 4:29  |
| 9.                 | 「Lovin' you」(渡辺美里)                                     | - 渡辺美里 (作詞) - 岡村靖幸 (作曲) | 4:28  |
| 10.                | 「こんな風にして終わるもの」(小谷美紗子)                     | Misako                              | 4:27  |
| 11.                | 「THE ONLY THING THAT LOOKS GOOD ON ME IS YOU」(Bryan Adams) | Bryan Adams/Robert John Lange       | 2:52  |
| 12.                | 「CALIFORNIA SUN」(RAMONES)                                  | Henry Grover/Morris Levy            | 2:03  |
| 13.                | 「ANSWER」(槇原敬之)                                         | 槇原敬之                            | 5:49  |
| 合計時間:          | 合計時間:                                                    | 合計時間:                           | 57:14 |

| 全編曲: コブクロ。 |                                                |                                            |       |
| #                  | タイトル                                       | 作詞・作曲                                 | 時間  |
| 1.                 | 「WHAT A WONDERFUL WORLD」(Louis Armstrong)    | George David Weiss/Robert Thiele           | 2:32  |
| 2.                 | 「三日月」(絢香)                               | - 絢香 (作詞) - 絢香/西尾芳彦 (作曲)       | 4:42  |
| 3.                 | 「DESPERADO」(EAGLES)                          | Glenn Frey/Don Henley                      | 3:17  |
| 4.                 | 「Pink Prisoner」(UNICORN)                     | 奥田民生                                   | 3:52  |
| 5.                 | 「気球に乗って」(THE BOOM)                     | MIYA                                       | 3:58  |
| 6.                 | 「ON MY BEAT」(BOØWY)                          | - 氷室狂介 (作詞) - 布袋寅泰 (作曲)        | 2:42  |
| 7.                 | 「IF IT MAKES YOU HAPPY」(Sheryl Crow)         | Sheryl Crow/Jeffrey Trot                   | 5:20  |
| 8.                 | 「LAYLA」(Derek & the Dominos)                 | Eric Patrick Clapton/Jim Gordon            | 5:20  |
| 9.                 | 「卒業写真」(荒井由実/ハイ・ファイ・セット)    | 荒井由実                                   | 4:27  |
| 10.                | 「運命船サラバ号出発」(ザ・コブラツイスターズ) | 川畑アキラ                                 | 4:40  |
| 11.                | 「The Love We Make」(SING LIKE TALKING)        | 藤田千章/佐藤竹善                          | 5:10  |
| 12.                | 「しあわせのランプ」(玉置浩二)                 | - 玉置浩二/須藤晃 (作詞) - 玉置浩二 (作曲) | 4:25  |
| 合計時間:          | 合計時間:                                      | 合計時間:                                  | 50:25 |

## 演奏
DISC1
- 小渕健太郎
  - Vocal (#1.2.3.5.6.7.9-13)
  - Acoustic Guitar (#1.2.4.6.7.10)
  - Electric Guitar (#3.8.11.12)
  - Whistle (#5.10)
  - Head Arrangement for Strings (#9)
  - 12 Strings Guitar (#10)
  - Blues Harp (#10)
- 黒田俊介：Vocal (#1-8.10.11.12.13)
- ナスノミツル：Bass (#1)
- 小倉博和：Gut Guitar (#1.10)
- 坂井“Lambsy”秀彰：Percussion (#1.2.3.7.10.11.12)
- 弦一徹：Fiddle (#1)
- 桜井正宏：Drums (#2.3.7.8.10.11.12)
- 山田裕之
  - Bass (#3.7.8.10.11.12)
  - Double Bass (#5)
- 松浦基悦
  - Piano (#2.5.6.13)
  - Synthesizer (#2.3.7)
  - Rhodes (#8)
- 福原将宣：Electric Guitar (#2.3.5.7.8.10.11.12)
- 岩瀬聡志
  - Programming (#2.3.5.7-12)
  - Hammond Organ (#11)
- 佐藤芳明：Accordion (#5)
- Abbey Staffの皆さん：Audience (#8)
- 藤井理央：Strings Arrangement (#9)
- 今野均、桐山なぎさ、伊能修、押鐘貴之、入江茜、室屋光一郎、藤堂昌彦、石橋尚子、今野暁子、山本理紗：Violin (#9)
- 渡辺一雄、渡部安見子、島岡智子、萩原薫：Viola (#9)
- 堀沢真己、柏木広樹、岩永知樹、増本麻理：Cello (#9)

DISC2
- 小渕健太郎
  - Vocal (#2-12)
  - Chorus (#1)
  - Acoustic Guitar (#1.2.5.6.7.10.11)
  - Gut Guitar (#1.12)
  - Mandolin (#1)
  - Electric Guitar (#4.8.9.10)
  - Blues Harp (#5.6)
  - Drums (#7)
  - Head Arrangement for Strings (#5.11.12)
- 黒田俊介：Vocal
- 桜井正宏
  - Drums (#2.3.4.5.8.9.10.11)
  - Drums Supervisor (#7)
- 山田裕之：Bass (#2.3.4.5.7-11)
- 松浦基悦
  - Hammond Organ (#2.3.7.8.10)
  - Synthesizer (#4.10)
  - Piano (#4.5.7.11.12)
  - Rhodes, Melotron (#9)
- 福原将宣：Electric Guitar (#2.3.5.7-11)
- 坂井“Lambsy”秀彰
  - Percussion (#2.3.4.5.7.8.9.11)
  - Tambourine (#6)
- 岩瀬聡志：Programming (#2.3.4.5.7-11)
- 藤井理央：Strings Arrangement (#4.5.12)
- 今野均：Violin (#4)
- 桐山なぎさ、伊能修、押鐘貴之：Violin (#4.5.12)
- 入江茜、室屋光一郎、藤堂昌彦、石橋尚子、今野暁子、山本理紗：Violin (#4)
- 渡辺一雄、渡部安見子、島岡智子、萩原薫：Viola (#4)
- 堀沢真己、柏木広樹、岩永知樹、増本麻理：Cello (#4)
- 金原千恵子、栄田嘉彦、矢野晴子、桑田穣、大林典代、岩戸有紀子、小宮直：Violin (#5.12)
- 古川原裕仁、大沼幸江、細川亜維子、榎戸崇浩：Viola (#5.12)
- 堀沢真己、三宅進、松葉春樹、江口心一：Cello (#5.12)
- 弦一徹、森琢哉、金子芳子、永田真希、太田雅音：Violin (#11)
- 門脇大輔、三木章子：Viola (#11)
- 森田香織、村中俊之：Cello (#11)